# Ernest Werling

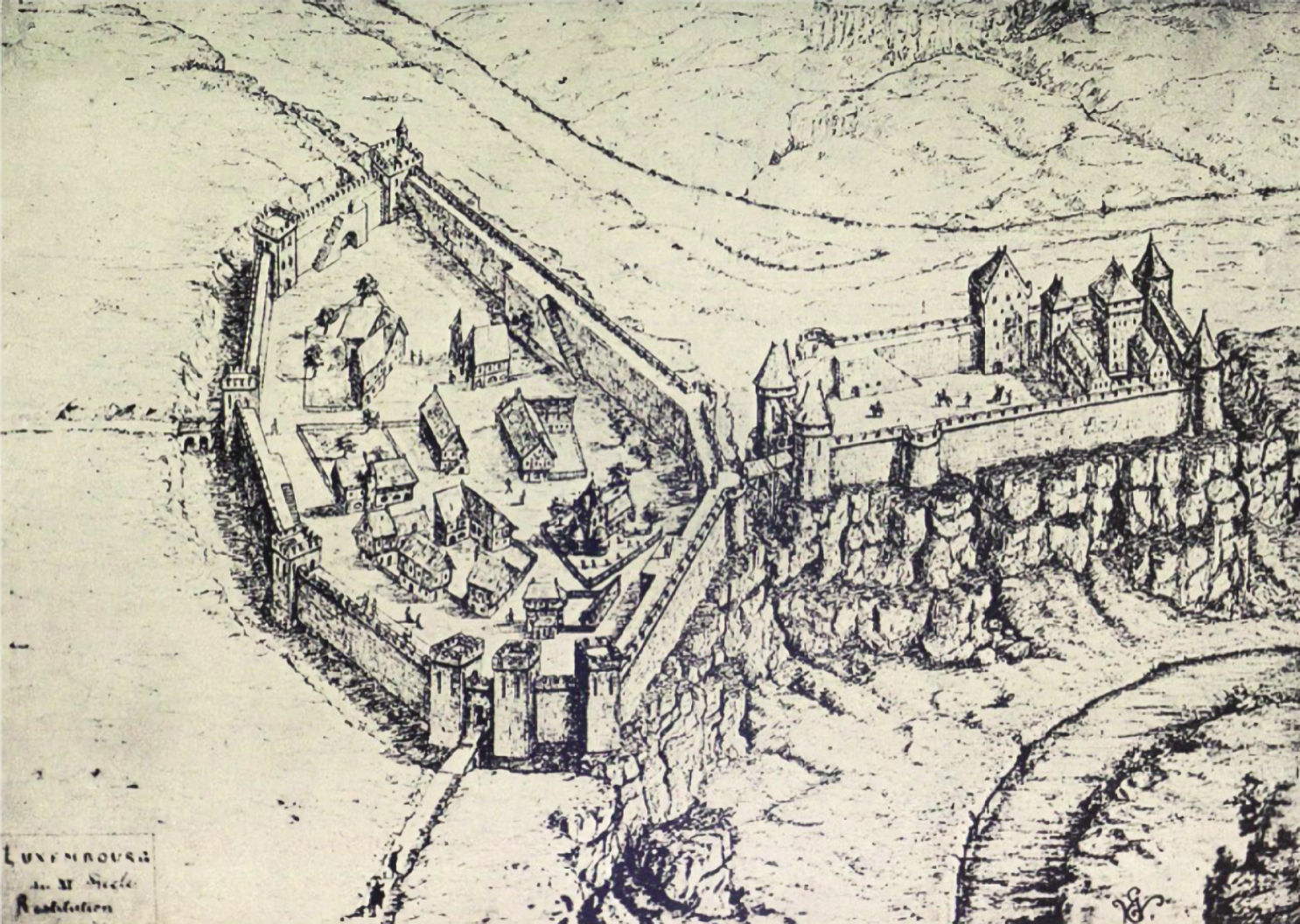
Luxembourg au XIe siècle. Reconstruction (1890)

Ernest Henri Marie Frédéric Werling (Luxemburg-Stad, 15 mei 1851 – Keulen, 22 april 1916) was een Luxemburgs bankier, kunstschilder en tekenaar.

## Leven en werk
Ernest Werling was een zoon van Peter Joseph Heinrich Werling en Gertrud Hartmann. Werlings vader was een uit Duitsland afkomstige bankier, die een bank opende in Luxemburg-Stad. Na diens overlijden in 1863 kreeg een zwager de leiding over de bank, tot Ernest meerderjarig was. In 1873 werd Werling genaturaliseerd tot Luxemburger. In 1881 stichtte hij met compagnon August Lambert de Banque Werling, Lambert et Cie.
Werling was als kunstenaar autodidact, hij was lid van de Cercle Artistique de Luxembourg. Hij was aquarelschilder, maar kreeg een bredere bekendheid door zijn pentekeningen: historische reconstructies van onder andere de stad Luxemburg, kasteel Vianden en Fort Thüngen. Werk van hem is opgenomen in de collectie van het Musée national d'archéologie, d'histoire et d'art.
Ernest Werling was voor een medische behandeling in Keulen, toen hij in 1916 op 64-jarige leeftijd overleed.

## Enkele werken
- 1867 Ensemble du fort Thüngen et des fortifications adjacentes, pentekening.
- 1887 Luxembourg, en 1683, pentekening.
- 1889 Aquarelle et dessin à la plume de l'ancien corps de garde qui se trouvait derrière la maison de M. E. Werling.
- 1890 Luxembourg au XIe siècle. Reconstruction. Gepubliceerd met de annotatie Essai de restitution du château de Sigefroy, avec la première enceinte de la ville (963-1050) in Jean-Pierre Biermann (1890) Abrégé historique de la ville et forteresse de Luxembourg. Luxemburg: Jos. Beffort.[6]
- Aquarelle du palais et des jardins du château de Mansfeld.

- Musée national d'archéologie, d'histoire et d'art: lkl006179